# Georgina-Becken
Das Georgina-Becken (engl.: Georgina Basin) ist ein ca. 330.000 km² großes Sedimentbecken des australischen Kraton (Festlandkern) im zentralen und nördlichen Australien. Der größte Teil des Beckens befindet sich im Northern Territory, der kleinere in Queensland. Benannt ist es nach dem Georgina River, einem Wasserlauf, der durch einen Abschnitt dieses Beckens fließt.
In dem Sedimentbecken befinden sich ca. 4 km mächtige Meeres- und Nichtmeeresablagerungen, die vom Neoproterozoikum bis zum späten Paläozoikum vor 850 bis 330 Millionen Jahren entstanden. Mit den anderen nahegelegenen Sedimentbecken, dem Amadeus-Becken und Officer-Becken, die zur gleichen Zeit entstanden, soll es einmal Teil des Centralian Superbasin in Australien gewesen sein, das durch verschiedene Abfolgen tektonischer Aktivitäten fragmentiert wurde.
Das Sedimentbecken überlagert teilweise die Aileron-Provinz, Tennant Region, das Murphy Inlier, McArthur-Becken und South-Nicholson-Becken, die Lawn Hill Platform, Kalkarindji Provinz und das Carpentaria-Becken. 
Wirtschaftlich von Bedeutung sind die Ablagerung von Phosphat, das auch die Lagerstätte von Wonarah umfasst. im Süden liegen Blei- und Zinkvorkommen und es dürften sich Erdöllagerstätten in dem Sedimentbecken befinden. Geologische Untersuchungen nach Metallen, Diamanten, Magnesium, Erdöl und Erdöl werden derzeit unternommen.